# National High Magnetic Field Laboratory

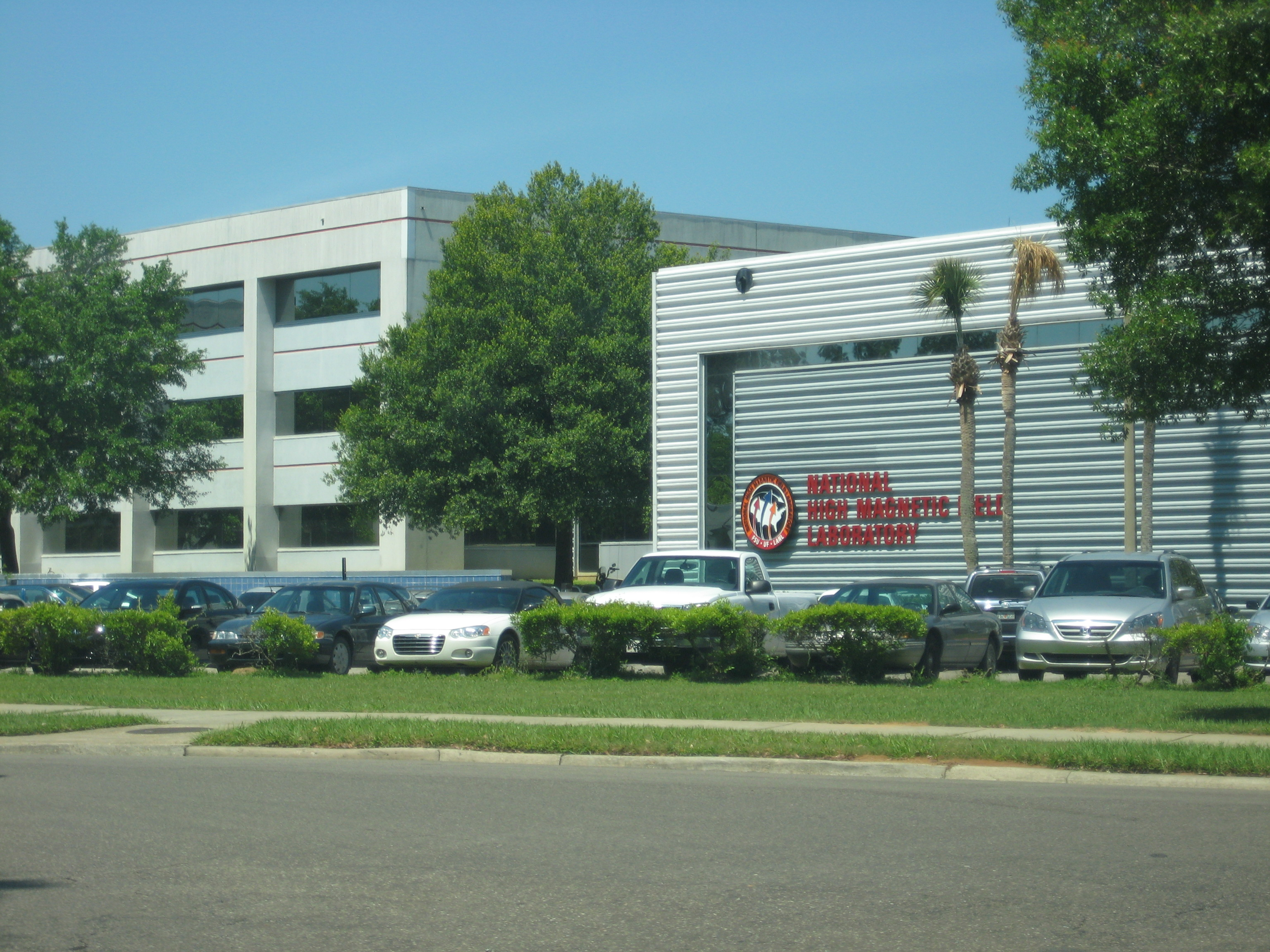
Hauptsitz des National High Magnetic Field Laboratory in Tallahasse.

Das National High Magnetic Field Laboratory (NHMFL) ist eine Forschungseinrichtung, die Experimente mit hohen Magnetfeldern betreibt. Es ist das weltweit größte dieser Art und wird an drei verschiedenen Standorten betrieben: in Tallahassee (Florida) von der Florida State University, in Los Alamos (New Mexico) von dem Los Alamos National Laboratory und in Gainesville (Florida) von der University of Florida. Jährlich wird es von über 1100 Wissenschaftlern besucht.

## Geschichte
Im Jahr 1989 reichten die Florida State University, die University of Florida und das Los Alamos National Laboratory einen Antrag bei der National Science Foundation für die Einrichtung eines neuen Labors zur Forschung mit Hochfeldmagneten ein. Dieser Antrag erzielte hohes Aufsehen, da das Labor das bislang größte dieser Art, das Francis Bitter Magnet Laboratory am Massachusetts Institute of Technology (MIT), ersetzen würde. Parallel dazu reichte das MIT einen Antrag zur Fortführung des dortigen Labors ein. Letzterer wurde abgelehnt, und die Florida State University erhielt im August 1990 den Auftrag, ihren Plan umzusetzen. Der Hauptsitz des neuen Labors in Tallahassee wurde 1994 eröffnet. Der erste Direktor des NHMFL war Jack Crow, der im Jahr 2004 in den Ruhestand ging. Sein Nachfolger und der derzeitige Labordirektor ist Gregory S. Boebinger.

## Organisation

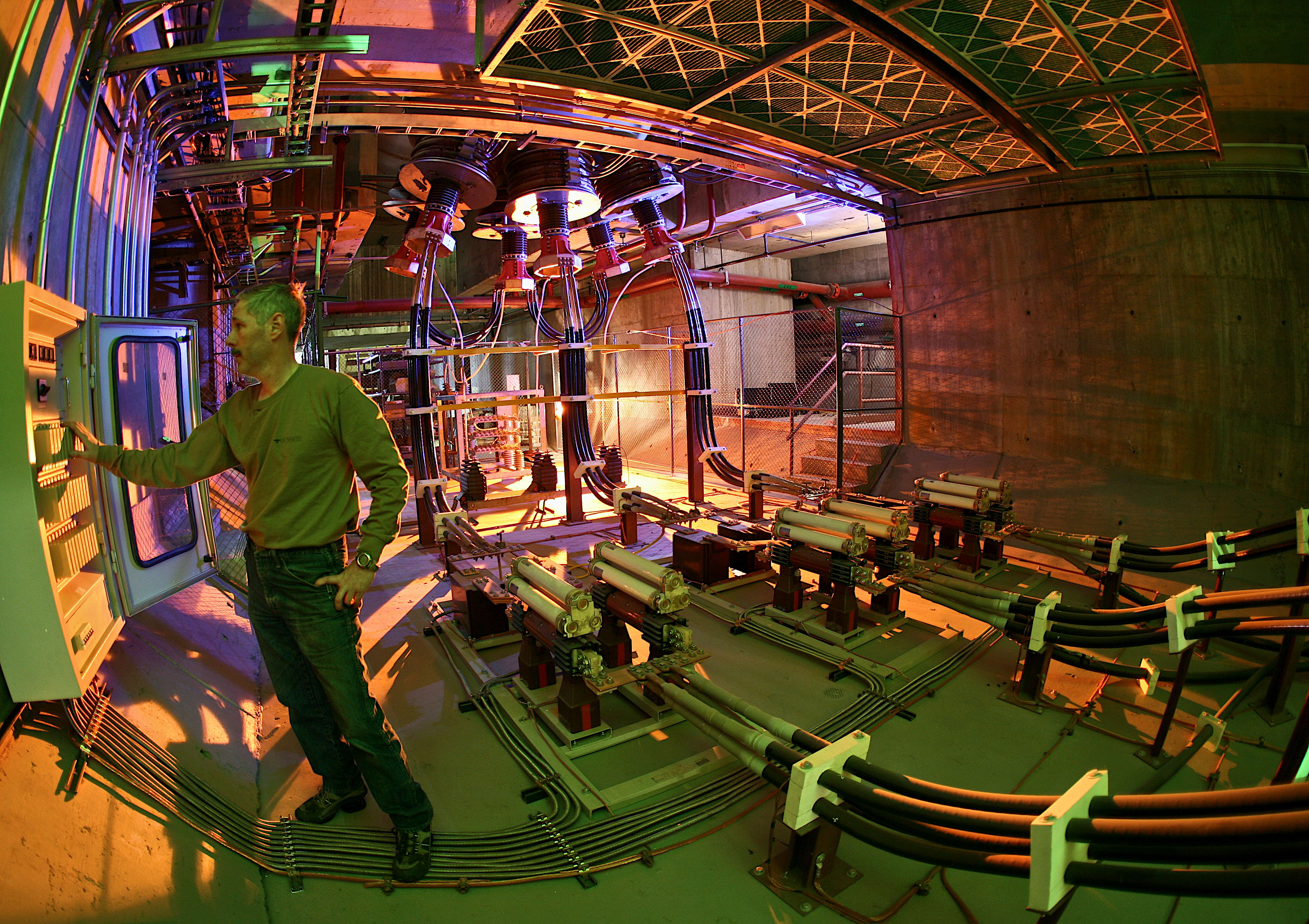
Stromversorgung der gepulsten Magneten an der Pulsed Field Facility in Los Alamos.

Das NHMFL entwickelt neue Technologien für Hochfeldmagnete und betreibt Experimentiereinrichtungen für Messungen unter kontinuierlichen Magnetfeldern bis zu 45T und gepulsten Magnetfeldern bis zu 100T. Externe Wissenschaftler können diese Instrumente auf Antrag nutzen. Die Anträge werden von Expertengremien begutachtet. Außerdem betreiben NHMFL-Wissenschaftler Eigenforschung in mehreren Fachbereichen, insbesondere in der Festkörperphysik und in der Geochemie.
Die folgenden Experimente können durchgeführt werden:
- elektrischer Transport
- Magnetometrie
- Kernspin-Resonanz und -Tomographie
- Elektronenspin-Resonanz
- Mikrowellenspektroskopie
- Magneto-Optik
- spezifische Wärmekapazität
- Ultraschallspektroskopie
- Massenspektrometrie

## Einrichtungen

### Florida State University
Der Hauptsitz des NHMFL ist an der Florida State University in Tallahassee, Florida, wo insgesamt etwa 300 Mitarbeiter auf einer Fläche von fast 35000 Quadratmetern arbeiten. Dort befinden sich kontinuierliche Hochfeldmagneten mit Instrumenten für thermodynamische, spektroskopische und Transport-Messungen.

### University of Florida
In der NHMFL-Zweigstelle an der University of Florida in Gainesville können Experimente bei tiefen Temperaturen (bis zu 0,4mK) unter hohen Magnetfeldern durchgeführt werden. Außerdem befindet sich dort die Advanced Magnetic Resonance Imaging and Spectroscopy Facility (AMRIS) für Kernspin-Resonanz und -Tomographie.

### Los Alamos National Laboratory

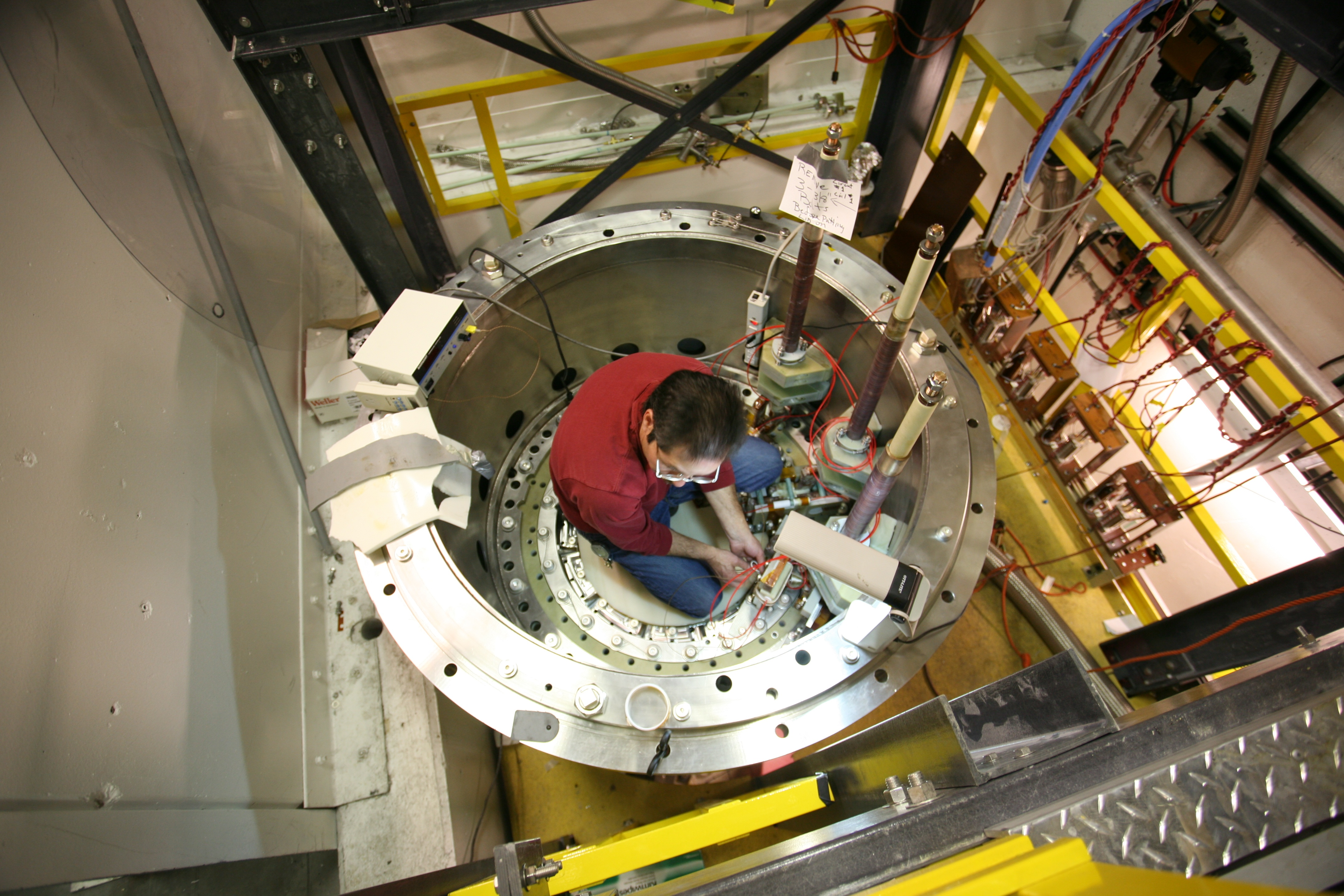
100 Tesla-Magnet an der Pulsed Field Facility in Los Alamos.

In der NHMFL-Zweigstelle am Los Alamos National Laboratory befindet sich die Pulsed Field Facility mit gepulsten Magneten, darunter u. a. ein 60T-Magnet mit variablem Pulsprofil und ein Kurzpuls-Magnet mit maximaler Feldstärke 100T.